# KSAN-FM
KSAN est une station de radio spécialisée dans le Rock, localisée à San Francisco en Californie (États-Unis) sur 107.7 FM.
La station est spécialisée dans le rock (Classic rock) depuis mai 1968.